# Hadena chalcia
Hadena chalcia är en fjärilsart som beskrevs av George Francis Hampson 1903. Hadena chalcia ingår i släktet Hadena och familjen nattflyn. Inga underarter finns listade i Catalogue of Life.